# Hashtgerd
Hashtgerd este un oraș din Iran.